# Olmstead Luca
Olmstead Luca (1826-1869) était un pianiste et compositeur libérien. Il a composé la musique de l'hymne nationale du Libéria : All Hail, Liberia Hail. Il a immigré avec sa famille du Libéria à l'Afrique du Sud.